# Родники (Репьёвский район)
Родники — хутор в Репьёвском районе Воронежской области Российской Федерации.
Входит в состав Россошанского сельского поселения.

## География
На хуторе имеется одна улица — Заречная.

## Население
| 2010 |
| ---- |
| 33   |